# هونگچی اس۹
هونگچی اس۹ یک اتومبیل اسپرت هیبریدی مفهومی تولید شده توسط هونگچی است که در نمایشگاه اتومبیل فرانکفورت ۲۰۱۹ معرفی شد.

## معرفی
هونگچی اس۹ در ۱۳ سپتامبر ۲۰۱۹ در نمایشگاه اتومبیل فرانکفورت معرفی شد. این خودرو قرار است به تعداد ۷۰ نسخه تولید شود.

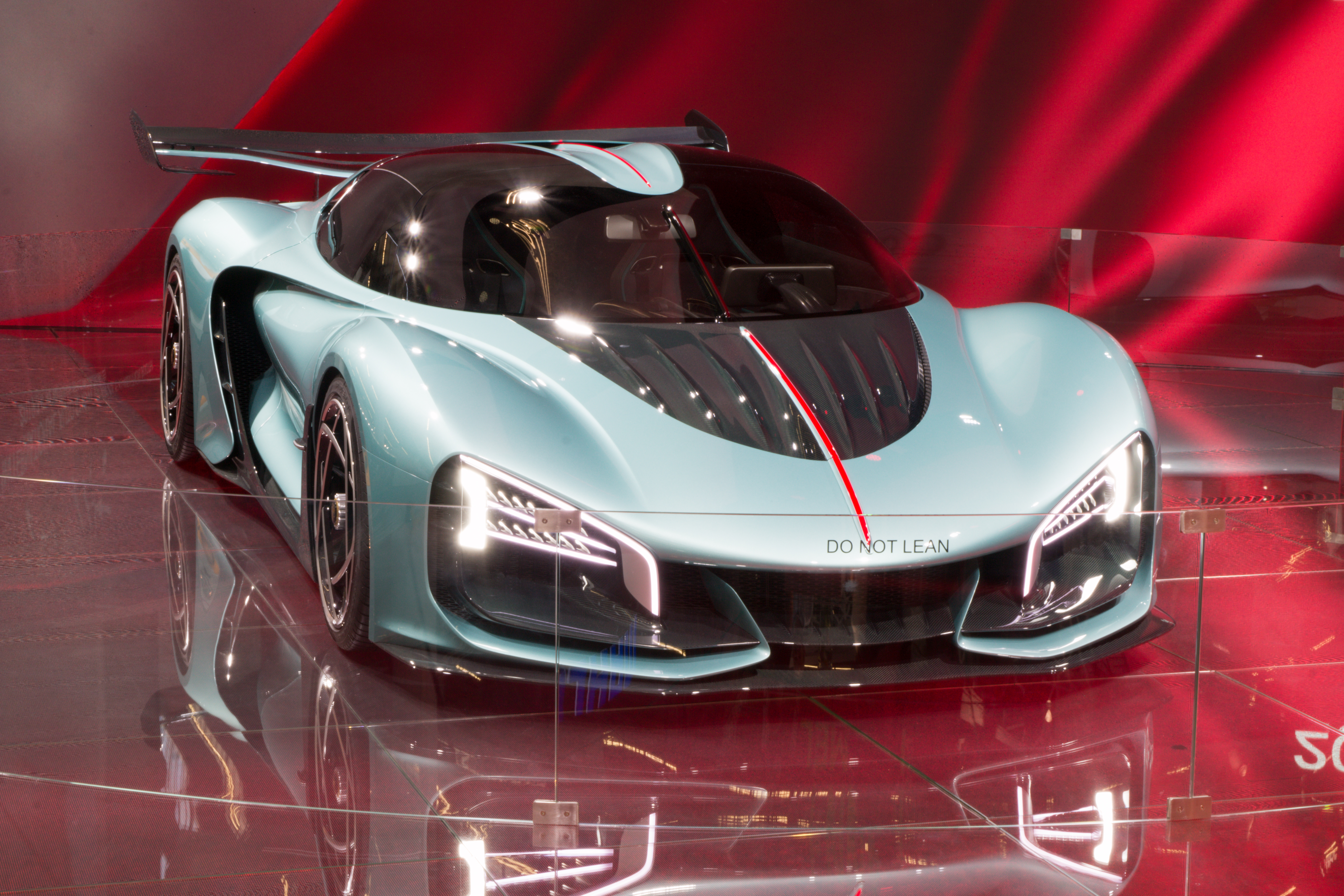
کانسپت اس۹ (جلو)

در سال ۲۰۲۱، گروه فاو (مالک هونگچی) اعلام کرد که این ماشین را در ایتالیا به عنوان بخشی از سرمایه‌گذاری مشترک تولید خواهد کرد. هونگچی برای طراحی این خودرو والتر دی سیلوا، طراح آلفا رومئو، سیات و آئودی را به عنوان معاون طراحی خود استخدام کرد. نسخه تولیدی این خودرو در سال ۲۰۲۱ در نمایشگاه خودرو شانگهای معرفی شد.

## مشخصات فنی
اس۹ از یک موتور V8 توئین توربو احتراق ۴٫۰ لیتری همراه با یک سیستم هیبریدی بهره می‌برد و قدرت خروجی ۱۴۰۰ اسب‌بخار را برای آن فراهم می‌کند.